# Anatole Abragam
Anatole Abragam (Russisch: Анатоль Абрагам) (Grīva (gouvernement Koerland), 15 december 1914 - 8 juni 2011) was een Russisch-Franse natuurkundige die belangrijke bijdragen leverde op het gebied van kernspinresonantie. Hij schreef het boek Principles of Nuclear Magnetism. Abragam werd geboren in Rusland, maar emigreerde in 1925 met zijn gezin naar Frankrijk.

## Academisch
Na zijn opleiding aan de Sorbonne (1933-1936) diende Abragam in de Tweede Wereldoorlog in het leger. Na de oorlog hervatte hij zijn studie aan de École Supérieure d'Électricité en haalde zijn PhD aan de Universiteit van Oxford in 1950, onder leiding van Maurice Pryce. In 1976 werd hij verkozen tot ere-Fellow van de colleges Merton, Magdalen en Jesusvan de Universiteit van Oxford. Van 1960 tot 1985 werkte Abragam als hoogleraar aan het Collège de France. In 1982 werd hij bekroond met de Lorentzmedaille. In 1992 kreeg hij de Matteucci Medal. In 1995 ontving hij de Gouden Lomonosov-medaille van de Russische Academie van Wetenschappen.